# 普兴乡
普兴乡，是中华人民共和国四川省乐山市峨眉山市曾经下辖的一个乡。2019年12月，撤销普兴乡，将其所属行政区域划归双福镇管辖。

## 行政区划
普兴乡撤销前下辖以下地区：
福利村、永安村、仙牙村、大河村、合兴村、石炉村、青春村、鸣凤村、凌云村、华龙村、合江村、联盟村、光明村、仙钟村、张岩村、胡场村、双邑村、安全村和凉风村。